# Route de Bayonne
La route de Bayonne (en occitan : rota de Baiona) est une voie de Toulouse, chef-lieu de la région Occitanie, dans le Midi de la France.

## Situation

### Description
La route de Bayonne est une voie publique située dans Toulouse. Elle traverse, d'est en ouest, les quartiers de Purpan et de Saint-Martin-du-Touch, dans le secteur 6 - Ouest. Elle correspond à l'ancienne route nationale 124, qui allait de Toulouse à Bayonne, ou plutôt de Toulouse à Saint-Geours-de-Maremne (Landes) où elle rejoignait la route nationale 10. En 1990, à la suite de l'achèvement des travaux de contournement de Saint-Martin-du-Touch par l'autoroute A624, la plus grande partie de la route de Bayonne est déclassée et entre dans le domaine communal. Une partie de la route cependant, entre l'échangeur no 2 de la Crabe et l'échangeur no 3 de la Fontaine Lumineuse, est proprement absorbée par l'autoroute.
La route de Bayonne est empruntée sur une courte partie, entre le chemin de la Flambère et le pont sur le Touch, par le sentier de grande randonnée 86 (GR 86), qui va de Toulouse à Bagnères-de-Luchon.

### Voies rencontrées
La route de Bayonne rencontre les voies suivantes, dans l'ordre des numéros croissants (« g » indique que la rue se situe à gauche, « d » à droite) :
1. Place du Docteur-Joseph-Baylac
2. Rue Georges-Vedel (g)
3. Avenue des Arènes-Romaines (d)
4. Chemin de la Flambère (d)
5. Chemin des Capelles (g)
6. Rond-point Torcatis
7. Place Alexandre-Bisson (g)
8. Impasse du Docteur-Joseph-Laurent (d)
9. Rue Velasquez (d)
10. Rue Sentenac (d)
11. Rue René-Sentenac (d)
12. Rue Joseph-Marignac (d)
13. Chemin de Tournefeuille (g)
14. Place Paul-Bertier (g)
15. Rue René-Sentenac (d)
16. Chemin de la Bouriette (g)
17. Rue Alain-Fournier (g)
18. Pont Jean-Luc-Lagardère (d)
19. Rocade Arc-en-Ciel (M980) - Échangeur no 2 (g)
20. Autoroute A624 - Échangeur no 2 (d)
21. Autoroute A624 - Échangeur no 3
22. Voie de liaison des Ramassiers (g)
23. Chemin de Chèvrefeuille (d)
24. Route de Bayonne (Colomiers)

### Transports
La route de Bayonne est parcourue et desservie, dans sa première partie entre le rond-point du Docteur-Joseph-Baylac et le pont Jean-Luc-Lagardère, par les lignes du Linéo L2 et du bus 63. Au carrefour du chemin de la Flambère se trouvent également les arrêts de la ligne de bus 46. Dans sa dernière partie, entre le chemin de Chèvrefeuille et la limite communale avec Colomiers, la route de Bayonne est de nouveau parcourue et desservie par les lignes du Linéo L2 et du bus 63. Elle se trouve également à proximité immédiate de l'avenue Édouard-Serres, desservie par la ligne de bus 21.
La seule station de vélos en libre-service VélôToulouse proche de la route de Bayonne se trouve à proximité de son origine : la station no 268 (avenue des Arènes-Romaines).

## Odonymie
Lors de son aménagement, en 1786, on désignait la route de Bayonne comme la route d'Auch, puisque la grande route royale menait à cette ville, capitale de la Gascogne. Au début du XIXe siècle, avec la réforme napoléonienne, la route est absorbée dans la route impériale no 144 de Toulouse à Bayonne, devenue route royale no 124 en 1824. La route prend naturellement le nom de Bayonne.

## Patrimoine et lieux d'intérêt

### Immeubles et maisons
- no  90 : ferme[2].
- no  119 : maison toulousaine[3].
- no  121 : maison toulousaine[4].
- no  154-158 : maisons.
- no  160 : maison.
- no  208 : maison.
- no  229 : ferme[5].
- no  234 : maison.
- no  241 : ferme.
- no  242 bis : maison.
- no  245 : ferme[6].
- no  247 : ferme.

### Édifices religieux
- no  33 : Toulouse International Church.
La Toulouse International Church est installée depuis 2018 dans un bâtiment commercial. Elle adhère au réseau chrétien évangélique de l'Alliance des Églises chrétiennes missionnaires de France, qui appartient à l'Union mondiale de l'Alliance.

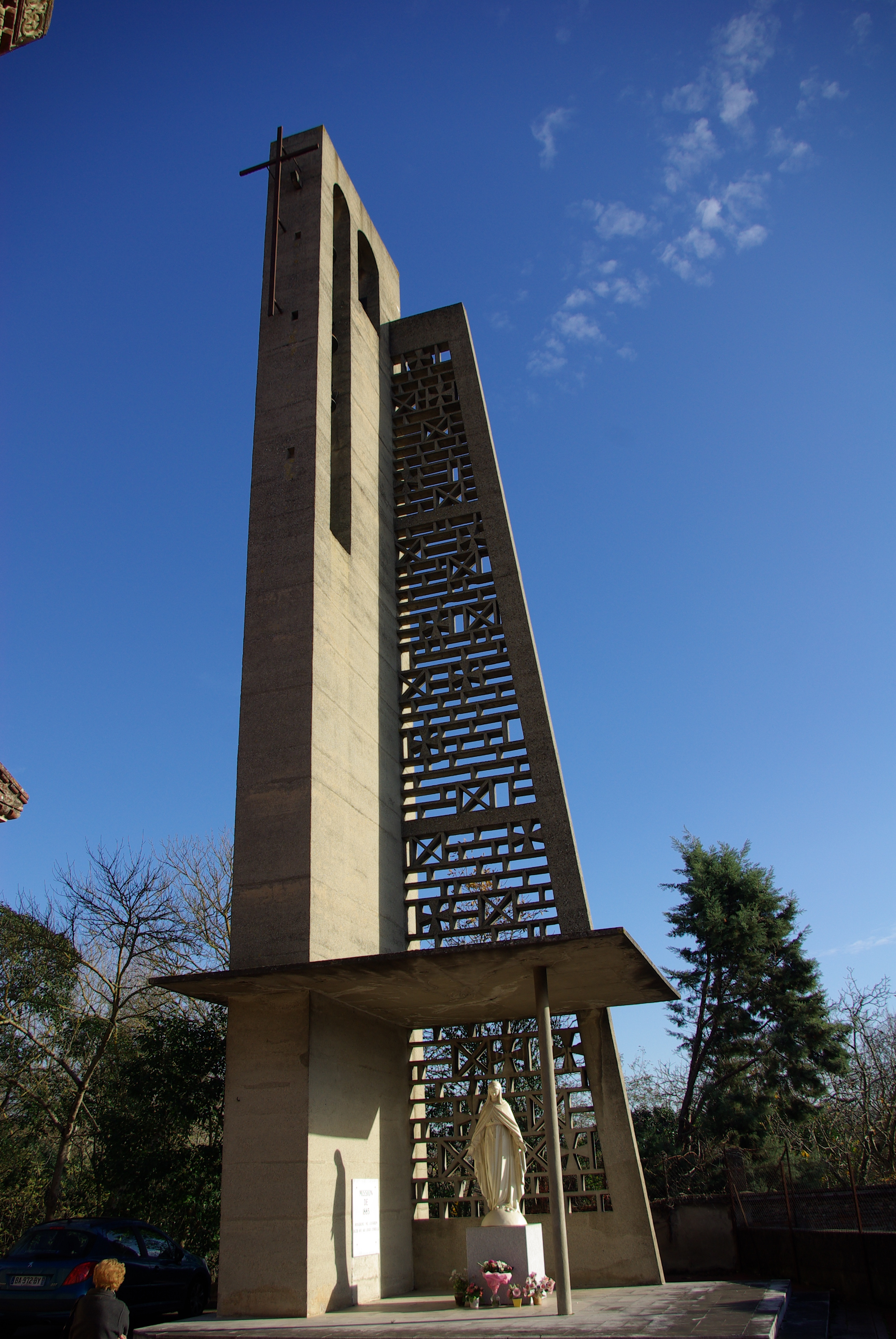
Le campanile de l'église Saint-Martin.

- no  144 : église Saint-Martin.
L'église Saint-Martin est l'église paroissiale de l'ancien village de Saint-Martin-du-Touch. Elle est placée sous l'invocation de Martin de Tours. Elle est construite entre 1847 et 1850 sur les plans de l'architecte Jacques-Jean Esquié dans un style néo-roman. Les murs sont bâtis en assises alternées de brique et de galets et couverts d'un enduit clair. Les chapiteaux et les tailloirs en terre cuite, réalisés par la fabrique Virebent, représentent des entrelacs de végétaux où se cachent des animaux. Le 10 février 1949, un incendie détruit le clocher-porche ainsi que la toiture de la nef. Le campanile est reconstruit dans un style moderne par l'architecte Germain Tarrius. 
La nef est couverte de voûtes en plein cintre. L'abside, épargnée par les destructions de 1949, conserve des peintures réalisées par le peintre Henry-Eugène Delacroix. Le niveau supérieur représente à droite saint Martin partageant son manteau, et au centre des fidèles de toutes les époques, priant devant la statue de saint Martin vêtu en évêque. Le cul-de-four est couvert d'une ascension au Paradis de saint Martin, présenté par plusieurs anges à la Sainte Trinité.

### Coulée verte du Touch

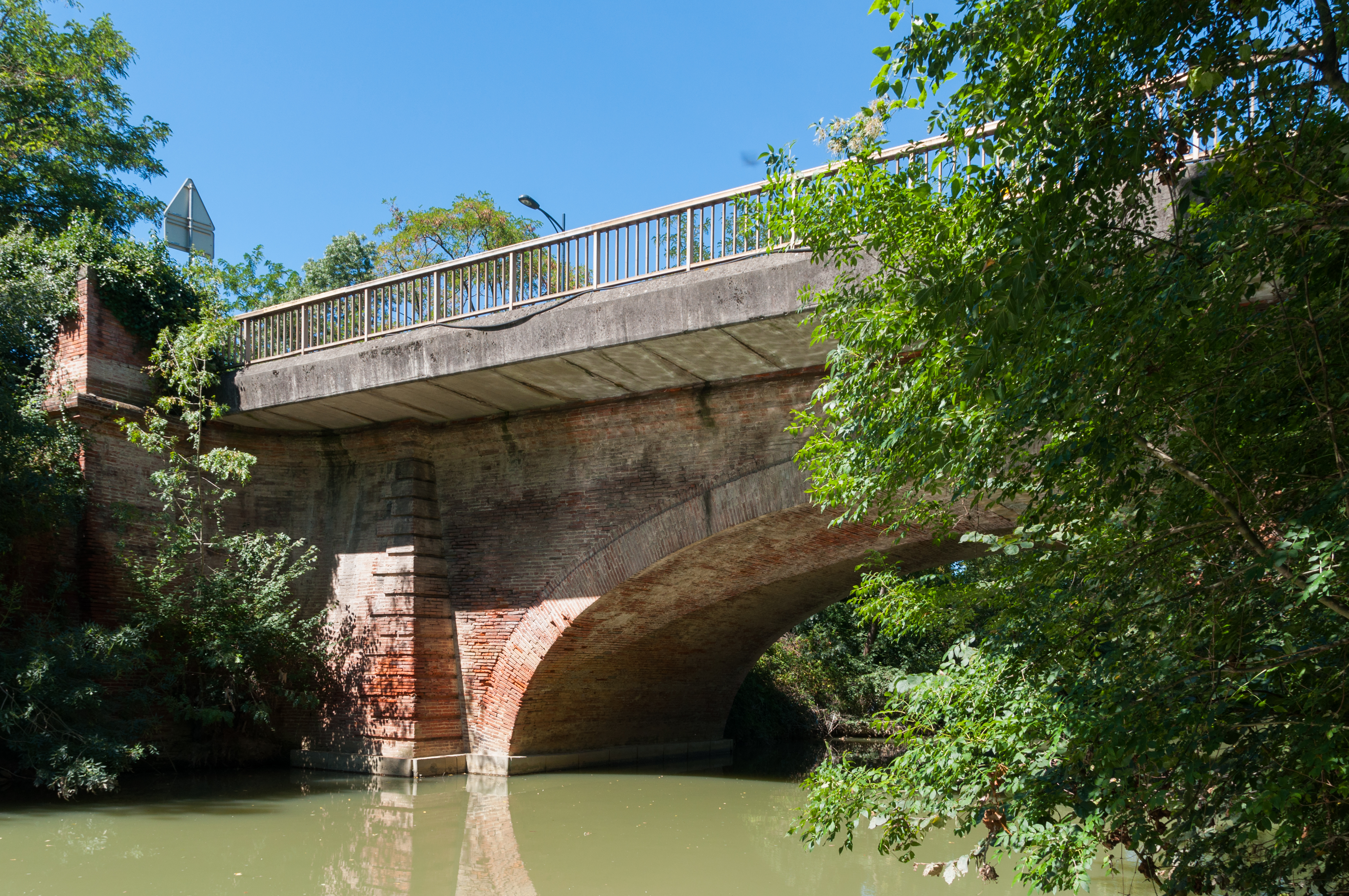
Le pont sur le Touch des États de Languedoc.

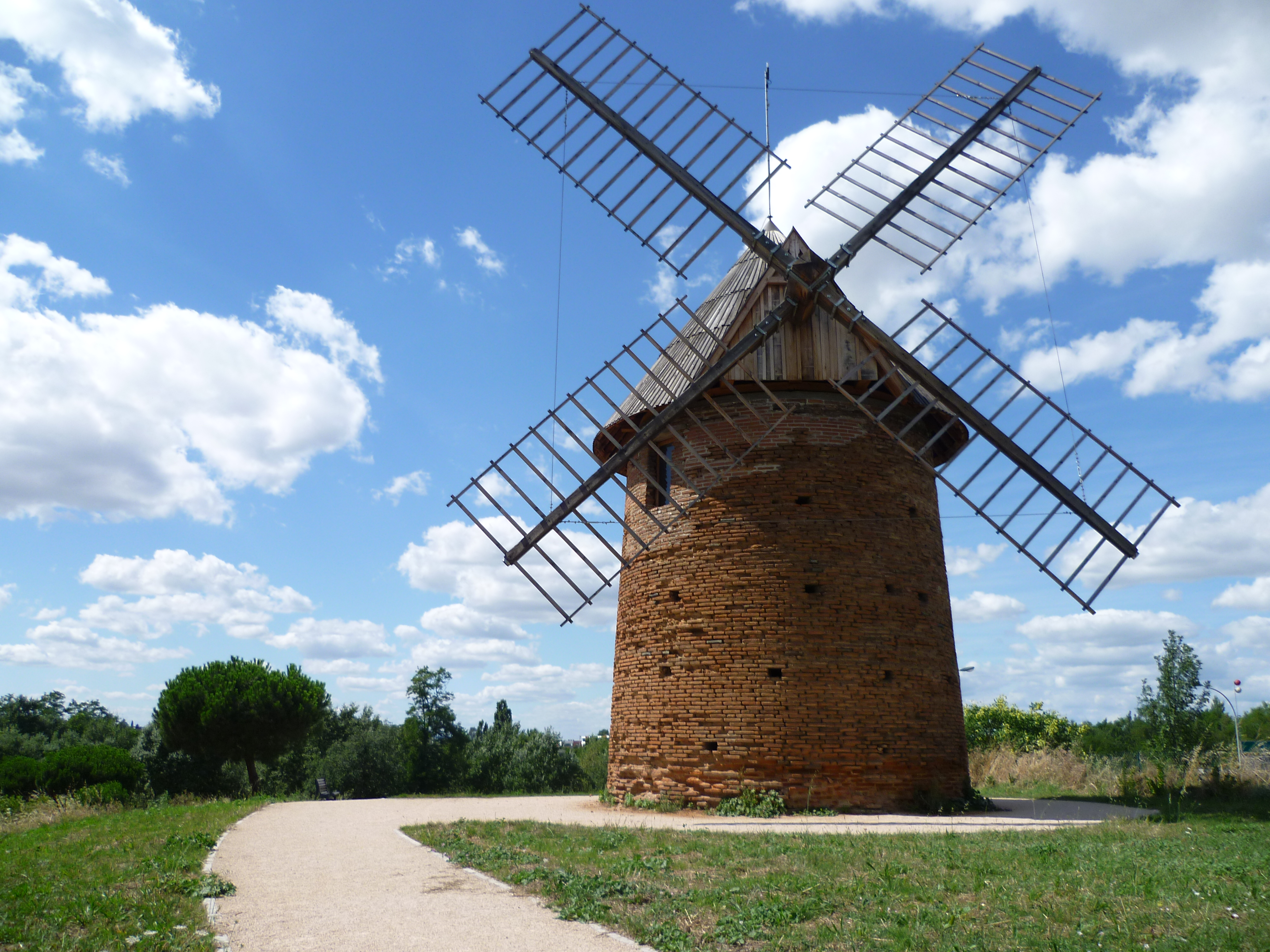
Moulin à vent de Saint-Martin-du-Touch.

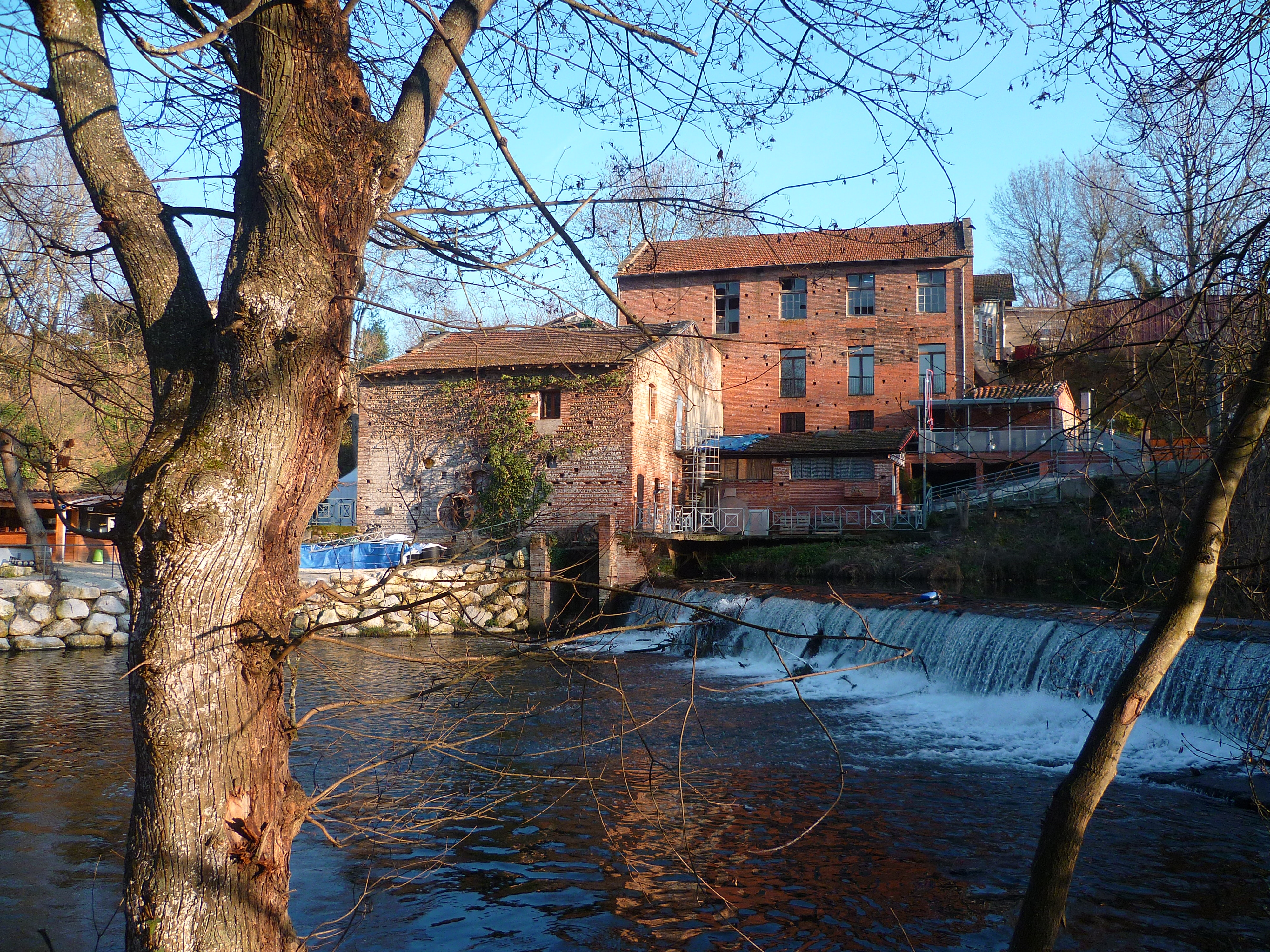
Moulin à eau de Saint-Martin-du-Touch.

- pont sur le Touch.  Inscrit MH (1950)[7]. 
Le pont sur le Touch est construit sur les ordres des États de Languedoc, qui en prennent la décision en 1765. Il s'inscrit dans un vaste plan d'amélioration de la voirie et de la circulation. C'est Joseph-Marie de Saget, ingénieur des États, qui en dresse les plans en 1772. Le pont est achevé en 1775[8].
- moulin à vent. 
Le moulin se trouve au sommet d'une colline à l'entrée de l'ancien village de Saint-Martin-du-Touch, entre la route de Bayonne et l'autoroute A624, près du carrefour du chemin des Capelles. Il est construit au XVIIe siècle et reste en activité jusqu'à la fin du XIXe siècle. En 2009, il est acquis par la mairie, et en 2018, il bénéficie d'une restauration complète : réfection de la toiture et des ailes en bois, ainsi que de la maçonnerie en brique. Il est inauguré le 25 mai 2021[9].
- no  88 : moulin à eau. 
Un moulin est construit au bord du Touch au cours du XIXe siècle[10].

### Œuvres publiques
- monument aux morts de Saint-Martin-du-Touch. 
Le monument au morts est élevé en novembre 1919, en mémoire des victimes de la Première Guerre mondiale. Il prend la forme d'un obélisque en pierre de taille, posé sur un piédestal à ailerons. La face principale est ornée d'un bas-relief, représentant une jeune femme – la fiancée d'un soldat disparu ? – souriant, un voile sur la tête, un bouquet de fleurs à la main gauche et une branche de laurier à la main droite. À ses pieds sont posés un sabre et un casque. Une plaque de marbre fixée sur le piédestal porte les noms des victimes. Au dos de l'obélisque est gravée une épée, pointe vers le bas, et une plaque de marbre porte une inscription à la mémoire des combattants morts pendant les guerres coloniales en Indochine et en Afrique du Nord[11].

- Connexion. 
La sculpture se trouve au centre du rond-point qui se forme au carrefour du chemin des Capelles. Elle est créée en 2022 par le sculpteur toulousain Gérard Bogo. L'œuvre, haute de 5 mètres, se compose d'un piédestal sur lequel sont posées deux virgule, une en acier Corten, l'autre en inox, qui symbolisent l'histoire du quartier au croisement du passé antique et de la modernité contemporaine.

- Demain. 
La sculpture se trouve au carrefour du chemin de Tournefeuille, en bordure de la place Paul-Bertier.